# Iulian Chiriță
Iulian Chiriță (* 2. Februar 1967 in Târgoviște) ist ein ehemaliger rumänischer Fußballspieler. Er bestritt insgesamt 262 Spiele in der höchsten rumänischen Fußballliga, der Divizia A. Als Nationalspieler nahm er an der Fußball-Weltmeisterschaft 1994 teil.

## Karriere

### Verein
Chiriță kam im Jahr 1985 in den Kader der ersten Mannschaft von CS Târgoviște, die seinerzeit in der zweiten rumänischen Liga, der Divizia B, spielte. Zu Beginn des Jahres 1988 verpflichtete ihn Erstligist Flacăra Moreni. Dort konnte er die Saison 1988/89 auf dem vierten Platz abschließen und sich für den UEFA-Pokal qualifizieren. Dort schied er mit seiner Mannschaft bereits in der ersten Runde gegen den FC Porto aus. In der Meisterschaft belegte Flacăra nur den 16. Platz und musste absteigen. Chiriță blieb im Oberhaus, da ihn FCM Brașov unter Vertrag nahm.
Mit seinem neuen Klub spielte Chiriță im Mittelfeld der Liga, ehe ihn im Januar 1992 Rapid Bukarest verpflichtete. Mit Rapid spielte er in den folgenden Spielzeiten um die Qualifikation zum UEFA-Pokal und konnte dabei jede Saison zwischen acht und zwölf Treffern beisteuern. Im Jahr 1995 zog sein Team ins Pokalfinale, unterlag dort aber Petrolul Ploiești im Elfmeterschießen. Im September 1996 kehrte Chiriță nach Brașov zurück, wechselte aber bereits zu Beginn des Jahres 1996 zu Dinamo Bukarest. Ein Jahr später zog es ihn zum FC Argeș Pitești, wo er in der Spielzeit 1997/98 den dritten Platz belegen konnte. Nach einer weiteren Saison bei seinem Heimatverein Chindia Târgoviște in der Divizia B beendete er im Jahr 1999 seine Laufbahn.

### Nationalmannschaft
Chiriță kam dreimal in der rumänischen Nationalmannschaft zum Einsatz. Er debütierte am 20. April 1994 im Freundschaftsspiel gegen Bolivien. In den nächsten beiden Spielen kam er zu Kurzeinsätzen wurde er von Nationaltrainer Anghel Iordănescu für die Weltmeisterschaft in den Vereinigten Staaten nominiert, wo Chiriță jedoch nicht zum Einsatz kam.